# Фонг, Ларри
Ларри Фонг (англ. Larry Fong; род. 19 июля 1960, Лос-Анджелес, Калифорния, США) — американский кинооператор. Известен как оператор фильмов «300 спартанцев», «Хранители», «Запрещённый приём» и «Бэтмен против Супермена: На заре справедливости», режиссёра Зака Снайдера.

## Ранняя жизнь и карьера
Проявлял интерес к киносъёмке с раннего возраста. В младших классах научился фотографии и печати. Вскоре стал экспериментировать с камерой Super 8, снимая небольшие фильмы с соседями. В 1984 году со степенью бакалавра по лингвистике закончил Калифорнийский университет в Лос-Анджелесе. Учился в Колледже искусства и дизайна (англ. Art Center College of Design), в городе Пасадина, где среди его одноклассников были Зак Снайдер и Тарсем Сингх. Начал свою профессиональную карьеру снимая музыкальные видеоклипы, чем обратил на себя внимание. Это привело его к съёмкам двух независимых фильмов, нескольких телевизионных пилотов, рекламных роликов и короткометражек. В 2004 году его пригласили для съёмок сериала «Остаться в живых». Является членом Американского общества кинооператоров с 2011 года. В 2012 году его приняли в Академию кинематографических искусств и наук.

## Фильмография

### Оператор
| Год  | Русское название                                | Оригинальное название              | Режиссер                                                             | Примечания |
| ---- | ----------------------------------------------- | ---------------------------------- | -------------------------------------------------------------------- | --- |
| 2019 | Битва у Биг-Рок                                 | Battle at Big Rock                 | Колин Треворроу                                                      | Короткометражный |
| 2018 | Хищник                                          | Predator                           | Шейн Блэк                                                            | |
| 2017 | Конг: Остров черепа                             | Kong: Skull Island                 | Джордан Вот-Робертс                                                  | |
| 2016 | Бэтмен против Супермена: На заре справедливости | Batman v Superman: Dawn of Justice | Зак Снайдер                                                          | |
| 2013 | Иллюзия обмана                                  | Now You See Me                     | Луи Летерье                                                          | |
| 2011 | Супер 8                                         | Super 8                            | Дж. Дж. Абрамс                                                       | |
| 2011 | Запрещённый приём                               | Sucker Punch                       | Зак Снайдер                                                          | |
| 2010 | Беспощадный                                     | Cutthroat                          | Бронвен Хьюз                                                         | ТВ-Фильм |
| 2009 | Анатомия надежды                                | Anatomy of Hope                    | Дж. Дж. Абрамс                                                       | ТВ-Фильм |
| 2009 | Дом полицейских                                 | Cop House                          | Бретт Ратнер                                                         | ТВ-Фильм |
| 2009 | Хранители                                       | Watchmen                           | Зак Снайдер                                                          | |
| 2007 | 300 спартанцев                                  | 300                                | Зак Снайдер                                                          | |
| 2006 | Секреты маленького городка (сериал)             | Secrets of a Small Town            | Адам Дэвидсон                                                        | Пилотная серия |
| 2004 | Остаться в живых (телесериал)                   | Lost                               | Дж. Дж. Абрамс; Джек Бендер; Майкл Цинберг; Такер Гейтс; Грег Яйтанс | «Таинственный остров»; «С чистого листа»; «Поход»; «Дом восходящего солнца»; «Мошенник»; «Уединение»; «Что бы в этом кейсе ни было»; «Особенный» |
| 2004 | Мыс доброй надежды                              | Cape of Good Hope                  | Марк Бэмфорд                                                         | |
| 1997 | Цена жизни                                      | Cost of Living                     | Стэн Скофилд                                                         | |
| 1997 | Охотники за сновидениями (сериал)               | Sleepwalkers                       | Дэвид Наттер                                                         | Пилотная серия |
| 1992 | Дневники Красной Туфельки (телесериал)          | Red Shoes Diaries                  | Тед Котчефф; Мэри Ламберт                                            | «Просто так»; «Неудачи случаются» |

## Награды и номинации
В 2005 году, его номинировали на премию ASC за «выдающиеся достижения в кинематографии в фильмах недели/мини-сериале/пилоте для телевидения» за пилотный выпуск «Остаться в живых» (2004).